# Jan Schodts
Jan Schodts (Gent, 26 maart 1937 – Kapelle-op-den-Bos, 7 maart 2018) was een Belgisch journalist.

## Levensloop
Schodts studeerde rechten en pers- en communicatiewetenschappen aan de Katholieke Universiteit Leuven. Hij was korte tijd getrouwd met Lut Devroe (1928-2018).
In 1961 ging hij aan de slag op de radiodienst van de BRT. Een jaar later maakte hij de overstap naar de televisiepoot van de openbare omroep alwaar hij jarenlang het journaal presenteerde alsook binnenlands politiek verslaggever was. Daarnaast maakte hij ook reportages voor Panorama en presenteerde actualiteitsprogramma's zoals Ieder zijn waarheid, te vergelijken met de latere De zevende dag.
In 1971 was hij gedurende enkele maanden hoofdredacteur van het nieuw weekblad Knack. Weldra keerde hij naar de BRT terug.
In 1980 werd hij hoofdredacteur bij de BRT-Wereldomroep en een jaar later hoofdredacteur van de nieuwsdienst bij de televisie. Vanaf 1988 en 1994 was Schodts betrokken bij de opstart van de nieuwsdienst van de commerciële zenders VTM respectievelijk VT4.